# Râul Valea Noaghiei
Râul Valea Noaghiei este un curs de apă, afluent al râului Ștevioara. 